# Ричард Прайър
Ричард Прайър (на английски: Richard Pryor) е американски комик, актьор и сценарист. Той е известен с безкомпромисния си подход към проблема за расизма и други съвременни социални проблеми, както и с изобилието от вулгарни и нецензурни думи използвани в изказванията му. Счита се за един от най-значимите стендъп комедианти, чийто авторитет е признат както от публиката, така и от други майстори на жанра.

## Биография
Роден е на 1 декември 1940 г. в Пеория, Илинойс. Когато е на 10 години, майка му го оставя под грижите на баба му, брутална жена, съдържателка на бардак. Прайър израства с четири изоставени деца като него. На 14 години е изгонен от училище и започва да печели по различни начини. Първият му опит от участие на сцена е свиренето на барабани в нощен клуб.

## Избрана филмография
| Година | Филм                 | Оригинално заглавие | Роля                       | Режисьор      |
| ------ | -------------------- | ------------------- | -------------------------- | ------------- |
| 1983   | Супермен 3           | Superman III        | Аугъст (Гъс) Горман        | Ричард Лестър |
| 1985   | Милионите на Брустър | Brewster's Millions | Монтгомъри (Монти) Брустър | Уолтър Хил    |